# ایترامین توسیلات
ایترامین توسیلات (انگلیسی: Itramin tosilate) یک رگ‌گشا و بازکننده عروق است.